# Клещи (Кобринский район)
Клещи́ (бел. Кляшчы) — деревня в Кобринском районе Брестской области Белоруссии. Входит в состав Тевельского сельсовета.
По данным на 1 января 2016 года население составило 5 человек в 4 домохозяйствах.

## География
Деревня расположена в 11 км к северо-западу от города и станции Кобрин, 6 км к юго-востоку от остановочного пункта Столпы и в 50 км к востоку от Бреста.
На 2012 год площадь населённого пункта составила 0,19 км² (19 га).

## История
Населённый пункт известен с 1563 года. В разное время население составляло:
- 1999 год: 8 хозяйств, 10 человек;
- 2005 год: 7 хозяйств, 9 человек;
- 2009 год: 12 человек;
- 2016 год[2]: 4 хозяйства, 5 человек;
- 2019 год[1]: 4 человека.